# Thwaitesia glabicauda
Thwaitesia glabicauda là một loài nhện trong họ Theridiidae.
Loài này thuộc chi Thwaitesia. Thwaitesia glabicauda được Chuandian Zhu miêu tả năm 1998.